# Stonewallski upor
Stonewallski upor je poimenovanje več spontanih, nasilnih demonstracij članov skupnosti LGBT, ki so vzniknile kot odziv na policijske racije v zgodnjem jutru 28. junija 1969 v gejevskem lokalu Stonewall Inn v soseski Greenwich Village na Manhattanu v New Yorku. Pomenijo najpomembnejši posamezni dogodek v zgodovini, ki je vodil v organizirano gibanje gejev in lezbijk in boj za pravice skupnosti LGBT v Združenih državah Amerike.
Istospolno usmerjeni Američani so se v 50-ih in 60-ih letih dvajsetega stoletja soočali s protigejevskim pravnim sistemom. Zgodnji zagovorniki homoseksualcev so v ZDA poskušali dokazati, da je istospolne osebe mogoče asimilirati v družno, in so zagovarjali nekonfrontacijsko izobraževanje tako istospolnih kot raznospolnih ljudi. Ob koncu 60-ih let so bila v ZDA dejavna številna družbeno-politična gibanja, na primer civilno gibanje za pravice Afroameričanov, kontrakulturno gibanje in gibanje proti vietnamski vojni. Duh drugih družbenih gibanj ter hkrati liberalno okolje v soseski Greenwich Village sta dala zagon stonewallskemu uporu.
V tem obdobju so le redke javne strukture podpirale istospolne posameznike. Še najpogosteje je šlo za gejem prijazne nočne lokale, lastniki katerih pa so bili le redko sami predstavniki skupnosti LGBT. Lokal Stonewall Inn je bil tedaj v lastništvu ameriške mafije. Lokal je bil priljubljen med najrevnejšimi in najbolj marginaliziranimi predstavniki skupnosti LGBT, med njimi so bili na primer transspolni ljudje, kraljice preobleke (»drag queens«), mladi feminizirani geji, »butch« lezbijke (lezbijke maskulinega videza in obnašanja, običajno iz delavskega razreda), moški prostituti in brezdomna mladina. Policijske racije v gejevskih nočnih lokalih so bili v 60-ih letih nekaj vsakdanjega, vendar so policisti med racijo v lokalu Stonewall Inn kmalu izgubili nadzor nad situacijo. Na kraju dogodka se je začela zbirati množica, ki je spodbujala upor. Napetosti med newyorško policijo in LGBT skupnostjo v soseski Greenwich Village so vodile v proteste naslednji večer in nato še nekaj noči zapored. V nekaj tednih se je skupnost organizirala v aktivistične skupine, ki so se začele boriti za vzpostavitev prostorov za geje in lezbijke, kjer bi lahko bili odkriti o svoji usmerjenosti in jih ne bi bilo treba biti strah pred policijskim pridržanjem.
Po stonewallskem uporu so se newyorški geji in lezbijske pri poskušanju organiziranja povezane skupnosti soočali s spolnimi, rasnimi, družbenorazrednimi in generacijskimi razlikami znotraj nje. V pol leta so v New Yorku ustanovili dve gejevski aktivistični organizaciji, ki sta delovali na osnovi konfrontacijskih taktik, in tri časopise, ki so promovirali pravice gejev in lezbijk. Tekom nekaj naslednjih let so organizacije za gejevske pravice ustanovili širom Združenih držav Amerike in drugod po svetu. 28. junija 1970 so v New Yorku, Los Angelesu, San Franciscu in Čikagu organizirali prve parade ponosa v zgodovini in s tem proslavili obletnico stonewallskega upora. Podobne parade so začeli organizirati v drugih mestih, danes pa v spomin na stonewallski upor prirejajo parade ponosa vsako leto ob koncu junija po vsem svetu.
Leta 2016 so na kraju, kjer se je zgodil stonewallski upor, razkrili narodni spomenik.